# Spynie Palace
Spynie Palace ist eine Burgruine ca. 3 km nördlich von Elgin in Schottland, am Südufer des Spynie Loch.
Die A941 führt von Elgin in den Norden Richtung Lossiemouth. Auf halber Strecke kennzeichnet ein Wegweiser von Historic Scotland die Abzweigung.

## Geschichte
Bis 1686 war die Burg einer von mehreren Landsitzen der Bischöfe von Moray. Die Lage – direkt am Meeresarm – bot Ankermöglichkeiten für Fischerboote und Handelsschiffe. Da die Bischöfe keinen festen Sitz hatten, hielten sie sich entweder auf ihren Besitztümern in Kinneddar, Birnie oder Spynie auf. Neben St Andrews Castle ist Spynie Palace der größte der noch erhaltenen Bischofssitze aus dem Mittelalter in Schottland.
Fünf Jahrhunderte nutzten die Bischöfe Spynie Palace als Landsitz. Ende des 15. Jahrhunderts galt er als einer der prächtigsten Bauten in Schottland. David’s Tower ist bis heute weitgehend erhalten geblieben.

### Mittelalter
Die Diözese von Moray wurde zu Beginn des 12. Jahrhunderts gegründet. Jahrzehnte später, gegen Ende des Jahrhunderts, wurde die Kirche der Heiligen Dreifaltigkeit in Spynie als Kathedrale auserkoren. Bereits zu diesem Zeitpunkt wurde der Bau vermutlich als Sitz für den amtierenden Bischof genutzt, was nicht eindeutig belegt ist. Ausgrabungen zwischen 1986 und 1994 zeigten aber, dass bereits vor dem Bau der noch heute erhaltenen Ruine an der gleichen Stelle eine Burg aus Holz errichtet war.
1207/1208 wurde Spynie Palace unter Bischof Brice Douglas zum Sitz der Diözese ernannt. In der Folge nahm seine Bedeutung als Residenz zu. Im Gegensatz zum 12. Jahrhundert bestanden zu dieser Zeit bereits gemauerte Gebäude im Innenhof. Obwohl 1224 Bischof Andreas de Moravia den Sitz nach Elgin verlegte und dort den Bau der Elgin Cathedral begann, wurde der Palast weiterhin als Landsitz genutzt.
Alexander Stuart, 1. Earl of Buchan, der berüchtigte „Wolf of Badenoch“, brannte 1390 aus Rache für seine von Bischof Alexander Bur (1363–1397) angeordnete Exkommunikation die Stadt Elgin einschließlich der Kathedrale nieder. Nach dem Tod von Bur im Jahr 1397 wurde die Exkommunikation aufgehoben und Stuart von seinem Bruder, König Robert II., zum Prinzipal des Palastes ernannt. Ein Jahr später musste er ihn an den neuen Bischof William de Spynie abtreten.
Die ursprünglichen Holzgebäude wurden durch Steinbauten ersetzt, es entstand die erste Steinburg zu Spynie mit einer rechteckigen Fläche von 49 × 44 Metern. Die Burg war von einer sieben Meter hohen Mauer umgeben, an deren Südseite sich das Haupttor befand.

### 15. Jahrhundert
Die erstmalige Ernennung eines Palast-Konstablers im Jahr 1470 verdeutlichte die wichtige Rolle, die der Palast sowohl innerhalb der kirchlichen als auch der weltlichen Belange einnahm.
Der Ausmaß des heute zu besichtigenden Palastes wurden durch größeren Ausbauten erreicht, die bis ins frühe 16. Jahrhundert andauerten. Im Rahmen dieser Umbauten wurde das Haupttor von der Südseite an die Ostseite verlegt; ein neues Gebäude im nördlichen Teil der Burg beherbergte nun den großen Saal.

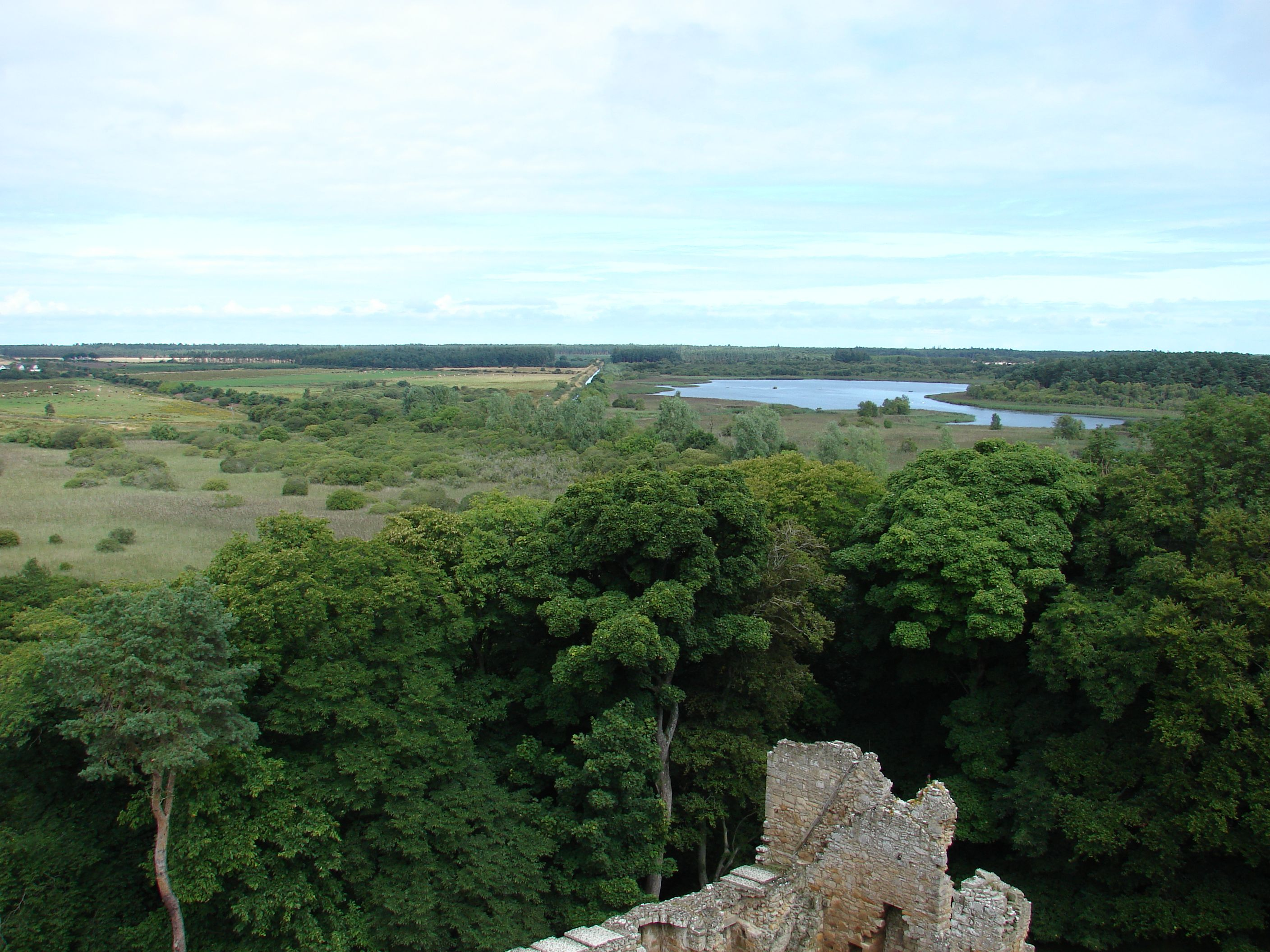
Blick von David’s Tower auf Spynie Loch

Die größte sichtbare Änderung war der imposante David’s Tower, der in den Jahren nach 1470 von Bischof David Stewart begonnen wurde. Der Turm sollte als Schutz gegen Übergriffe von Alexander Gordon, 1. Earl of Huntly († 1470) dienen. Gordon wurde wegen Steuerschulden vom Bischof exkommuniziert. Bischof Stewart verstarb vor der Fertigstellung, die unter Bischof William de Tulloch zu Ende geführt wurde.
In seiner ursprünglichen Form verfügte der Turm über sechs Stockwerke und einen Dachboden. Im Keller befand sich ein kreisförmiges Verlies mit einem Durchmesser von ca. fünf Metern, in welches lediglich durch einen schmalen Spalt Licht und Luft eindringen konnten.
David’s Tower ist sehr einfach gehalten, er verfügt über keine nennenswerten architektonischen Besonderheiten. Der Turm dominiert jedoch die Ruine an der südwestlichen Ecke. Er ragt 22 Meter in die Höhe und bietet einen schönen Ausblick auf die Umgebung und Spynie Loch; mit seinen Maßen von 19 mal 13,5 Meter ist er einer der höchsten in Schottland errichteten Wohntürme.
Ein vergleichbares Bauwerk in Schottland war der große Turm von Glasgow Castle, der zwischen 1426 und 1446 errichtet wurde. 1789 wurde diese Anlage jedoch komplett abgerissen, um Platz für ein Krankenhaus zu schaffen.

### 16. und 17. Jahrhundert

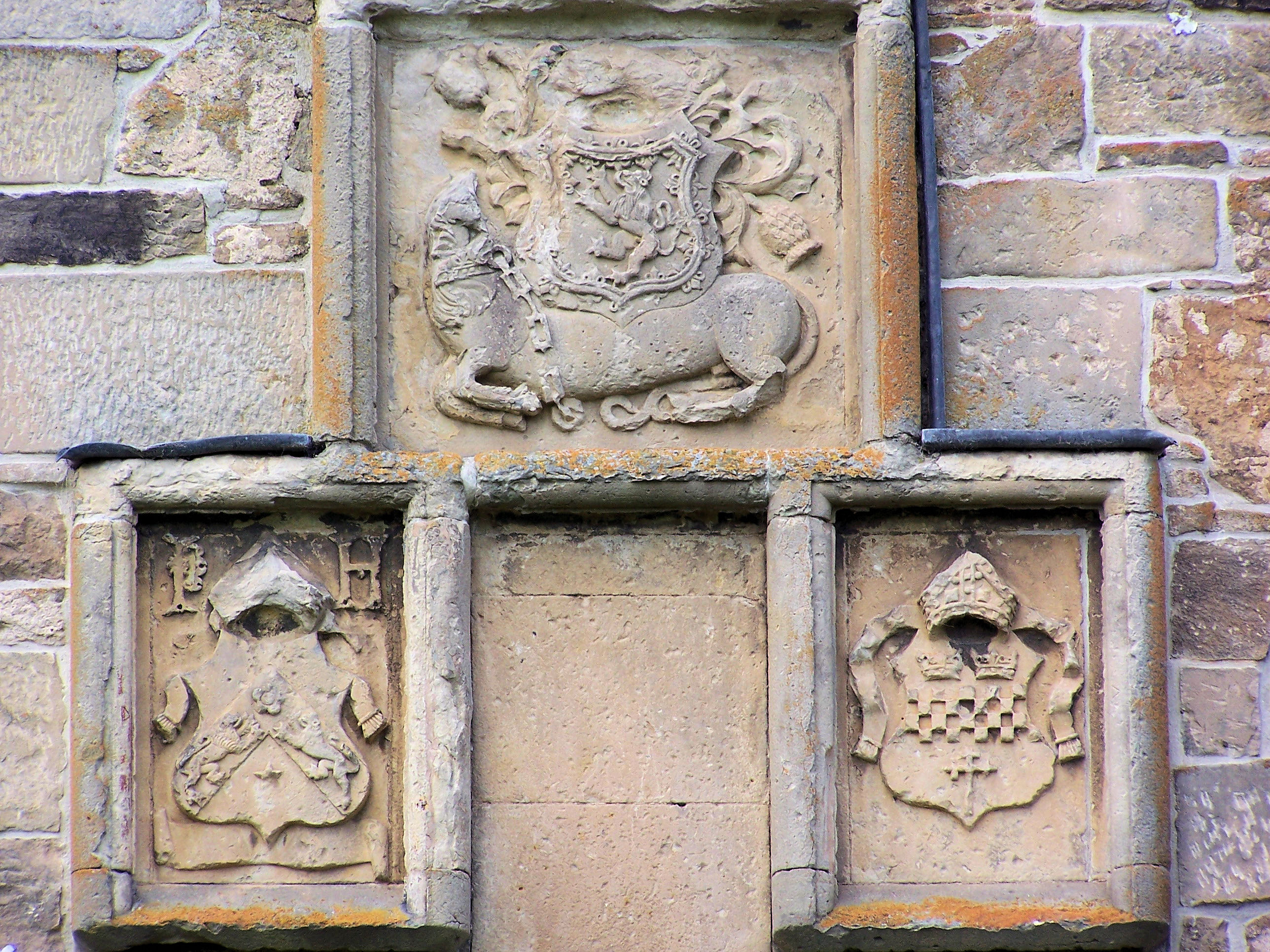
Wappen an der Südfront von David’s Tower

Der letzte römisch-katholische Bischof Patrick Hepburn  ließ zur Verstärkung der Verteidigung das Wassertor im Norden der Palastmauern verengen und im David’s Tower Schießscharten einfügen. An der südlichen Front des Turmes sind die Wappen der Bischöfe Patrick Hepburn und David Stewart sowie das Wappen Schottlands zu sehen.
Nachdem sich seine Eltern hatten scheiden lassen, wurde ab etwa 1540 James Hepburn, späterer 4. Earl of Bothwell und Lord High Admiral von Schottland, von seinem Großonkel Bischof Patrick Hepburn als Kind in Spynie Palace erzogen und ausgebildet. Maria Stuart nächtigte 1562 im Zuge ihrer Reise durch den Norden Schottlands als Gast des Bischofs auf der Burg. Fünf Jahre später heiratete sie – nicht unumstritten in der Bevölkerung – in dritter Ehe James Hepburn.
1573 wurde George Douglas von der Church of Scotland zum ersten protestantischen Bischof von Moray ernannt.
1690 wurde unter Königin Maria II. (England) und ihrem Gatten, König Wilhelm III. (Oranien), die bischöfliche Verfassung durch die presbyterianische Verfassung abgelöst. Der letzte protestantische Bischof William Hay verweigerte den Treueschwur. Infolgedessen wurde er des Amtes enthoben und musste Spynie verlassen.
Die ehemalige Bischofsresidenz wurde in späteren Jahren Schritt für Schritt ausgeplündert und zahlreiche Eisenarbeiten, Holztüren und Böden wurden gestohlen.
1973 ging die Ruine in staatlichen Besitz über; die Öffentlichkeit konnte Spynie Palace erstmals im Jahr 1994 besichtigen. Historic Scotland ist heute für die Erhaltung und Verwaltung zuständig. Die Ruine ist für Besucher ganzjährig geöffnet. Die Möglichkeit, an einer Führung teilzunehmen, besteht nicht, die erhaltenen Teile sind jedoch ausreichend beschildert und ausführlich beschrieben.